# Cassins alk
Cassins alk (Ptychoramphus aleuticus) is een kleine, gedrongen zeevogel die voorkomt in het noordelijke gedeelte van de Grote Oceaan. De vogel nestelt in holen en de naam is een eerbetoon aan de Amerikaanse ornitholoog John Cassin.

## Kenmerken
De vogel is 25 cm lang en weegt 200 gram. Het is een weinig opvallend gekleurde zeevogel, merendeels donker van boven en bleekgrijs van onder met een klein wit stipje boven het oog. De snavel is donker met een bleke vlek. De poten zijn blauw gekleurd. De vogel heeft geen opvallend broedkleed zoals bijvoorbeeld de papegaaiduiker. De vogel ziet er het hele jaar onopvallend uit. De vogel is erg gedrongen en in vlucht wordt hij wel schertsend de vliegende tennisbal genoemd.

## Verspreiding en leefgebied
Cassins alk komt voor langs de westkust van Noord-Amerika van halverwege het schiereiland Baja California via Canada en Alaska tot de oostelijke Aleoeten. De alken broeden op rotseilanden die een eindje van de kust liggen in kolonies van 500 tot soms een miljoen individuen.
De soort telt twee ondersoorten:
- P. a. aleuticus: de Aleoeten en zuidelijk Alaska tot noordelijk Baja California.
- P. a. australis: zuidelijk Baja California.

## Status
De grootte van de populatie is in 1996 geschat op 5,4 miljoen individuen en de indruk bestaat dat deze aantallen afnemen. Het tempo van achteruitgang overschrijdt waarschijnlijk de 30% in tien jaar (minder dan 3,5% per jaar). Om deze redenen staat deze alk sinds 2015 als gevoelig op de Rode Lijst van de IUCN.

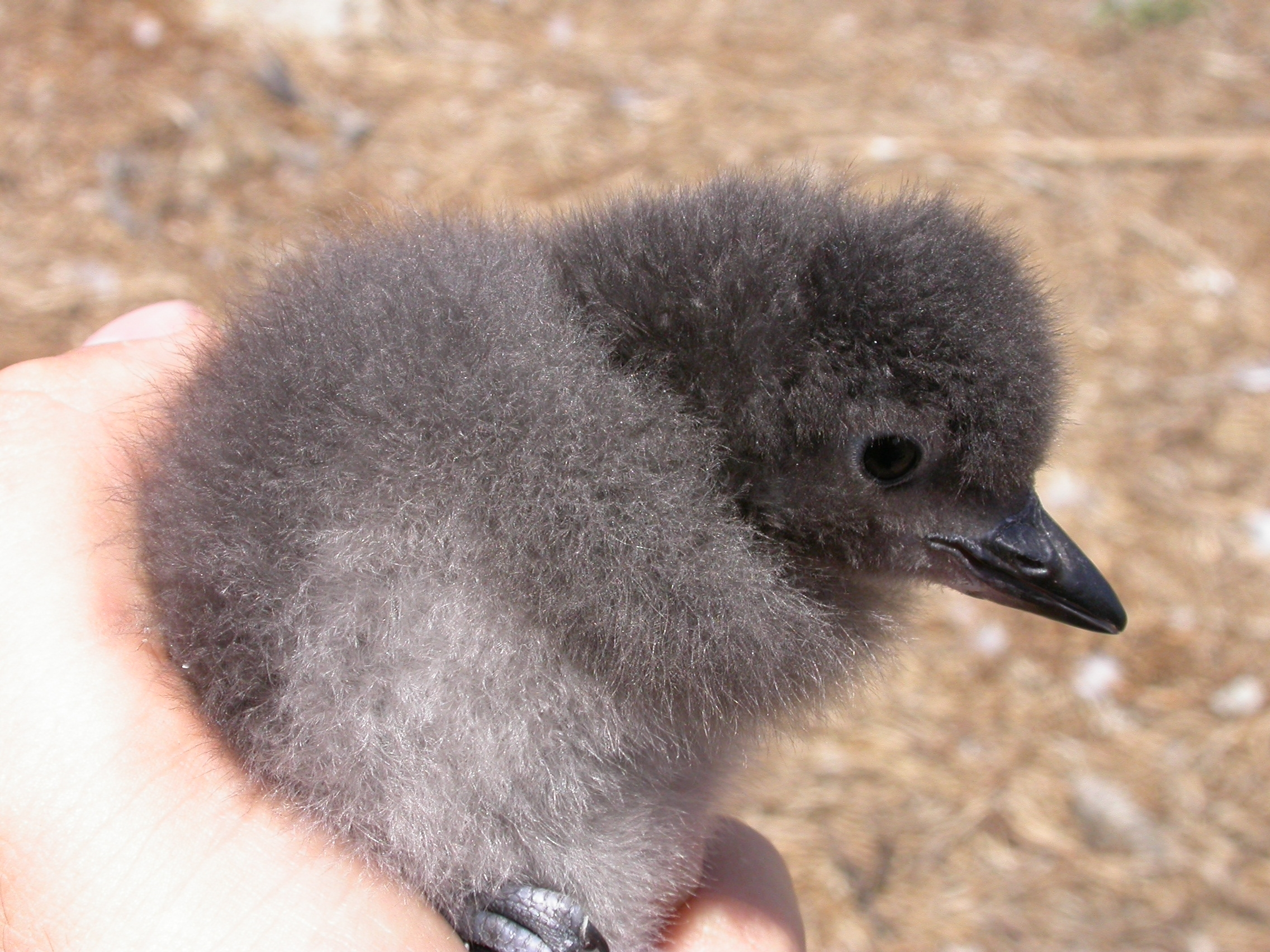
Kuiken van een Cassins alk